# Bystročice
Bystročice település Csehországban, a Olomouci járásban. Bystročice Kožušany-Tážaly, Olomouc, Olšany u Prostějova, Vrbátky, Blatec és Hněvotín településekkel határos. Lakosainak száma 895 fő (2024. január 1.).

## Népesség
A település lakosságának változását az alábbi diagram mutatja:
| Lakosok száma | 551  | 659  | 758  | 692  | 667  | 597  | 795  | 816  | 830  | 895  |
|               | 1869 | 1890 | 1921 | 1950 | 1980 | 2001 | 2017 | 2019 | 2022 | 2024 |